# Berggräsfjäril

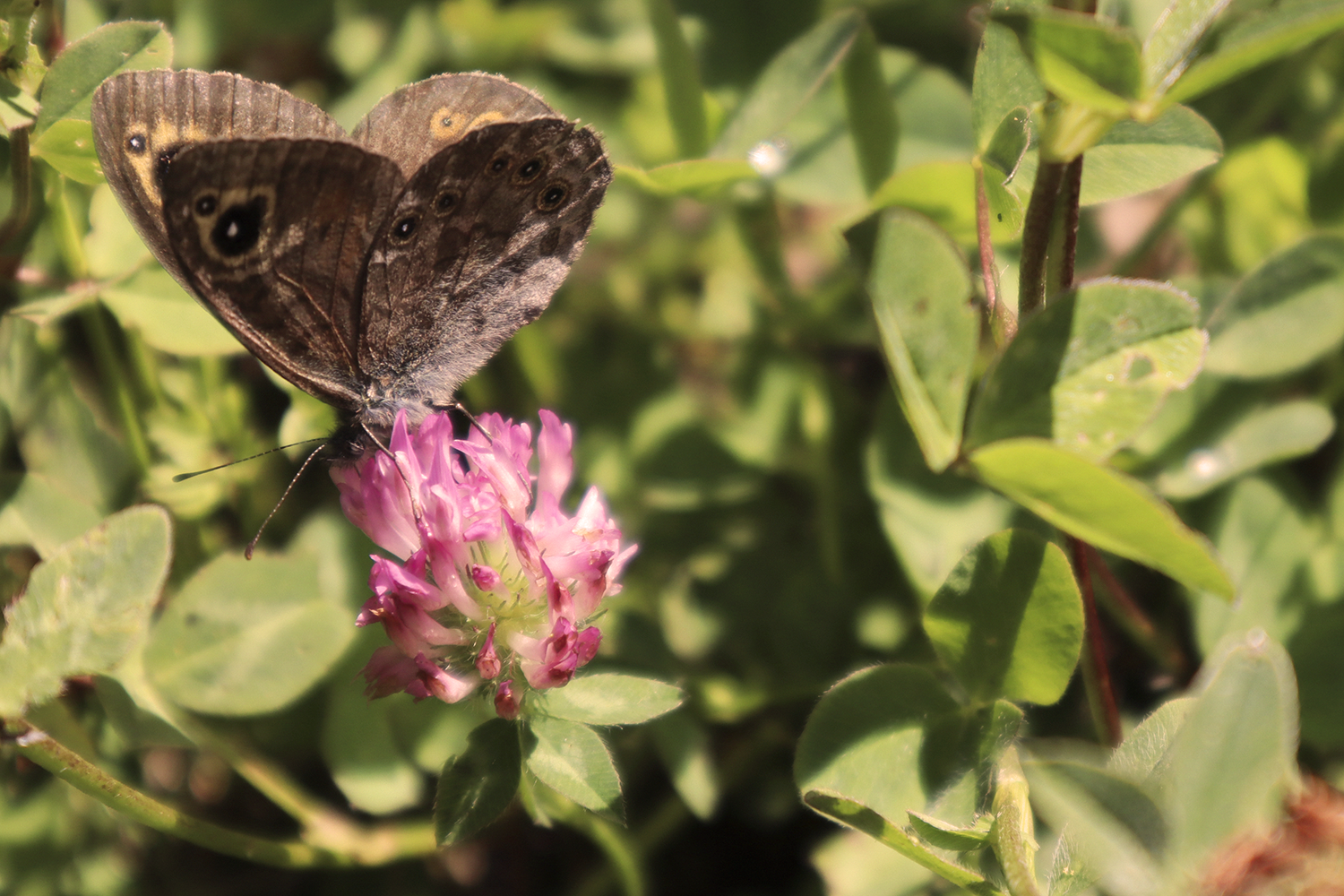
En bild på fjärilen, sittande på ett klöver - Agön, Sverige

Berggräsfjäril (Lasiommata petropolitana) är en art i insektsordningen fjärilar som tillhör familjen praktfjärilar. Den finns i Europa, från Pyrenéerna och Alperna och norrut till Skandinavien, Ryssland och Sibirien.
På ovansidan är vingarna mörkt bruna. Framvingar har en stor ögonfläck i det yttre främre hörnet och bakvingarna har tre mindre ögonfläckar längs den yttre kanten. Ögonfläckarna är gulkantade med mörk mitt och vit mittprick. Vingbredden är 34 till 42 millimeter. 
Flygtiden för den fullbildade fjärilen, imagon, är i  Norden från mitten av maj till början av juni. Dess habitat är skogsmarker och öppnare områden med en hedliknande vegetation. Larven lever på olika slags gräs. Övervintringen sker som puppa. 